# 姜宁 (足球运动员)
姜宁（1986年9月1日—），是一名中国足球运动员，司职前锋，目前效力于中超球队青岛海牛足球俱乐部。姜宁曾经同时是中国国奥队和中国国家队的成员，参加了2008年北京奥运会。

## 职业生涯
- 1997年11岁时进入青岛海牛梯队。
- 2002年入选中国国少队参加了亚少赛并于2003年参加世少赛。
- 2004年进入青岛中能一队，第一次登场就在与上海国际的比赛中进球。
- 2005年因伤病错过入选中国国青队的机会。
- 2006年在联赛客场对阵重庆力帆的比赛中打入三球，成为俱乐部首位上演“帽子戏法”的队员。
- 2007年入选中国国奥队并以主力身份参加了2008年北京奥运会的足球比赛。
- 2008年入选国家队，并在亚洲杯预选赛与叙利亚[1]和越南[2]的比赛中均收获进球。
- 2009年再次入选高洪波任主帅的新一届国足。[3]
- 2010年5月19日，他在中国国家队和勒沃库森的友谊赛中受伤，第二天确诊为膝盖前十字韧带断裂，赛季报销。[4]
- 2010年12月25日，广州恒大召开新闻发布会，正式宣布姜宁加盟球队。
- 2013年1月11日，广州富力宣布姜宁连同其广州恒大的队友吴坪枫、李健华正式加盟。[5]
- 2015年12月18日，河北华夏幸福官宣姜宁加盟。2016年3月重新入选高洪波任主帅的新一届国足，并在对阵马尔代夫的世界杯外围赛中上演帽子戏法。

## 国家队进球
- 仅列出国际A级比赛进球

| 时间          | 地点  | 对手         | 比分 | 赛事               | 进球(累计) |
| ------------- | ----- | ------------ | ---- | ------------------ | ---------- |
| 2009年1月21日 | 杭 州 | 越南         | 6-1  | 2011年亞洲盃外圍賽 | 1( 1)      |
| 2009年6月4日  | 天 津 | 沙烏地阿拉伯 | 1-4  | 友谊赛             | 1( 2)      |
| 2016年3月24日 | 武 汉 | 馬爾地夫     | 4-0  | 2018年世界盃外圍賽 | 3( 5)      |